# ウィリアムズ・FW32
ウィリアムズ・FW32 (Williams FW32) は、ウィリアムズF1が2010年のF1世界選手権参戦用に開発したフォーミュラ1カー。2010年シーズンの開幕戦から最終戦まで実戦投入された。

## 2010年シーズン

### シェイクダウン
2010年1月28日にシルバーストン・サーキットで非公式にシェイクダウンが行われ、同年2月1日からバレンシア・サーキットで行われた合同テストで正式に公開された。エンジンはコスワース・CA2010を搭載する。なおチームではマシンの発表会は特に開催しない方針。

## スペック

### シャーシ
- シャーシ名 FW32
- シャーシ構造 カーボンファイバー・エポキシ/ハニカムコンポジット複合構造モノコック（FIA規定の衝撃・強度基準）
- 全幅 1,800 mm
- ブレーキキャリパー 6ピストンキャリパー
- ブレーキディスク・パッド カーボンファイバーディスク・パッド
- クラッチ カーボン・マルチプレート
- フロントサスペンション プッシュロッドアクティブトーリンク・スプリング・アンチロールバー/カーボンファイバー製ダブルウィッシュボーン
- リヤサスペンション プッシュロッドスプリング・アンチロールバー/カーボンファイバー製ダブルウィッシュボーン
- ダンパー ウィリアムズF1
- ホイール レイズ鍛造マグネシウム
- タイヤ ブリヂストンポテンザ（前幅:325 mm/後幅:375 mm）
- ギアボックス ウィリアムズF1 電子油圧駆動7速＋リバース1速シームレスシーケンシャルセミオートマチック/
- 冷却システム オイル・冷却水・ギアボックスラジエーター（アルミニウム製）
- 電子制御装置 FIA標準エンジンコントロールユニット
- 燃料タンク ケブラー強化ゴム製
- ステアリング ラック・アンド・ピニオン（パワーアシスト付）ウィリアムズF1ステアリング・ホイール
- コクピット 75mmショルダーストラップ付6点式安全ハーネス/HANSシステム、アルカンターラで覆った取り外し可能なカーボンファイバー製シート
- 重量 冷却水、潤滑油、ドライバーを含めて620kg

### エンジン
- エンジン名 コスワースCA2010
- 気筒数・角度 V型8気筒・90度
- 排気量 2,400 cc
- 最高回転数 18,000 rpm（レギュレーションで規定）
- シリンダーブロック アルミニウム製
- クランクシャフト 鋳鉄製
- ピストン アルミニウム製
- コンロッド チタニウム製
- バルブ駆動 圧搾空気式
- イグニッション コスワース
- インジェクション コスワース

## 記録
| 年   | No. | ドライバー       | 1   | 2   | 3   | 4   | 5   | 6   | 7   | 8   | 9   | 10  | 11  | 12  | 13  | 14  | 15  | 16  | 17  | 18  | 19  | ポイント | ランキング |
| 年   | No. | ドライバー       | BHR | AUS | MAL | CHN | ESP | MON | TUR | CAN | EUR | GBR | GER | HUN | BEL | ITA | SIN | JPN | KOR | BRA | ABU | ポイント | ランキング |
| ---- | --- | ---------------- | --- | --- | --- | --- | --- | --- | --- | --- | --- | --- | --- | --- | --- | --- | --- | --- | --- | --- | --- | -------- | ---------- |
| 2010 | 9   | バリチェロ       | 10  | 8   | 12  | 12  | 9   | Ret | 14  | 14  | 4   | 5   | 12  | 10  | Ret | 10  | 6   | 9   | 7   | 14  | 12  | 69       | 6位        |
| 2010 | 10  | ヒュルケンベルグ | 14  | Ret | 10  | 15  | 16  | Ret | 17  | 13  | Ret | 10  | 13  | 6   | 14  | 7   | 10  | Ret | 10  | 8   | 16  | 69       | 6位        |

- 太字はポールポジション、斜字はファステストラップ。(key)